# Chodské slavnosti
Chodské slavnosti jsou folklorním festivalem Chodů, konaným každoročně v západočeských Domažlicích v měsíci srpnu. 

## Historie
Původně se jednalo o církevní svátky konané na oslavu španělského světce svatého Vavřince, který se stal patronem města Domažlice. V srpnu roku 1939 se domažlické pouti zúčastnilo 120 000 lidí z celých Čech. V letech 1946 až 1949 se ještě konaly chodské pouti na Veselém kopci v blízkosti kaple svatého Vavřince, provázené bohatým folklórním programem. Po roce 1948 přestala být církevní forma slavnosti žádoucí a hledala se jiná alternativa. Například v srpnu roku 1951 se připomínalo výročí bitvy u Domažlic, v níž roku 1431 zvítězili husité nad křižáky. Roku 1955 se uskutečnil první ročník Chodských slavností. V letech 1963–1967 byla slavnost přesunuta na měsíc červenec jako oslava Dnů pohraniční stráže. V roce 1968 se konání Chodských slavností vrátilo na srpnový termín a oslavy se přesunuly z náměstí na Veselý kopec. V letech 1968–69 byla součástí oslav i tradiční svatovavřinecká pouť. Roku 1996 se program rozšířil na třídenní. Vznikly nové pořady jako dostaveníčko s vypravěči, přehlídka dudáků, přespolní dudácké muziky, dětské pěvecké a taneční soubory aj.

## Galerie

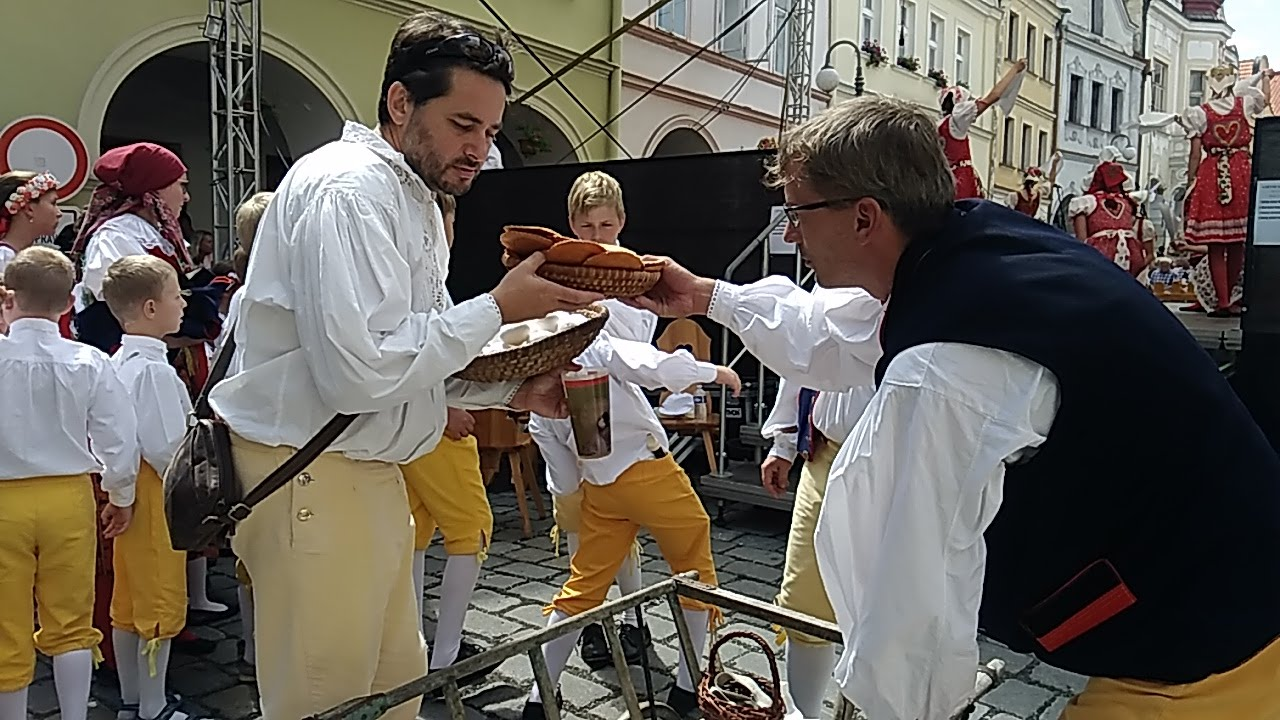
Tradiční taneční vystoupení u Dolní brány
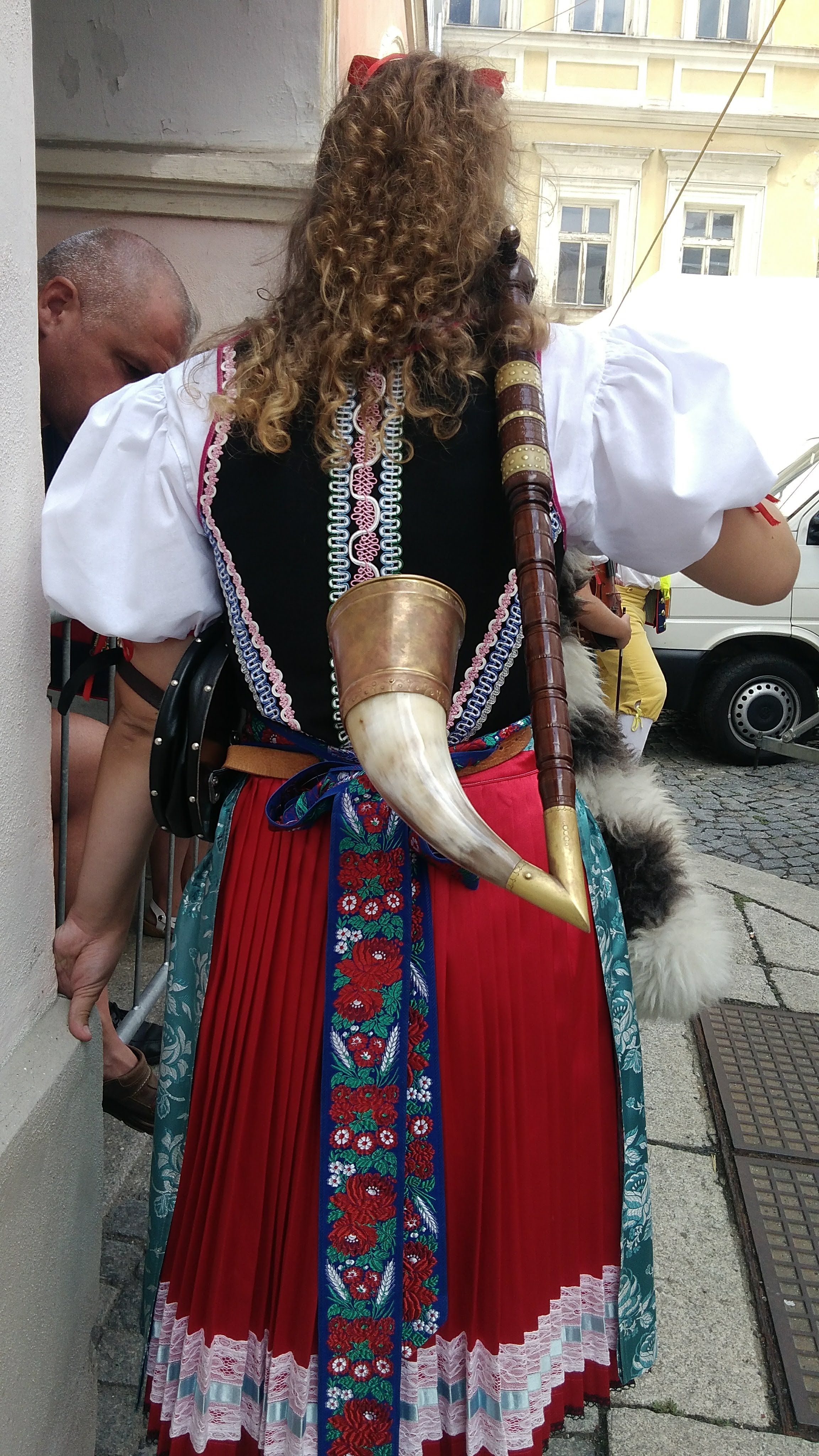
Dudačka
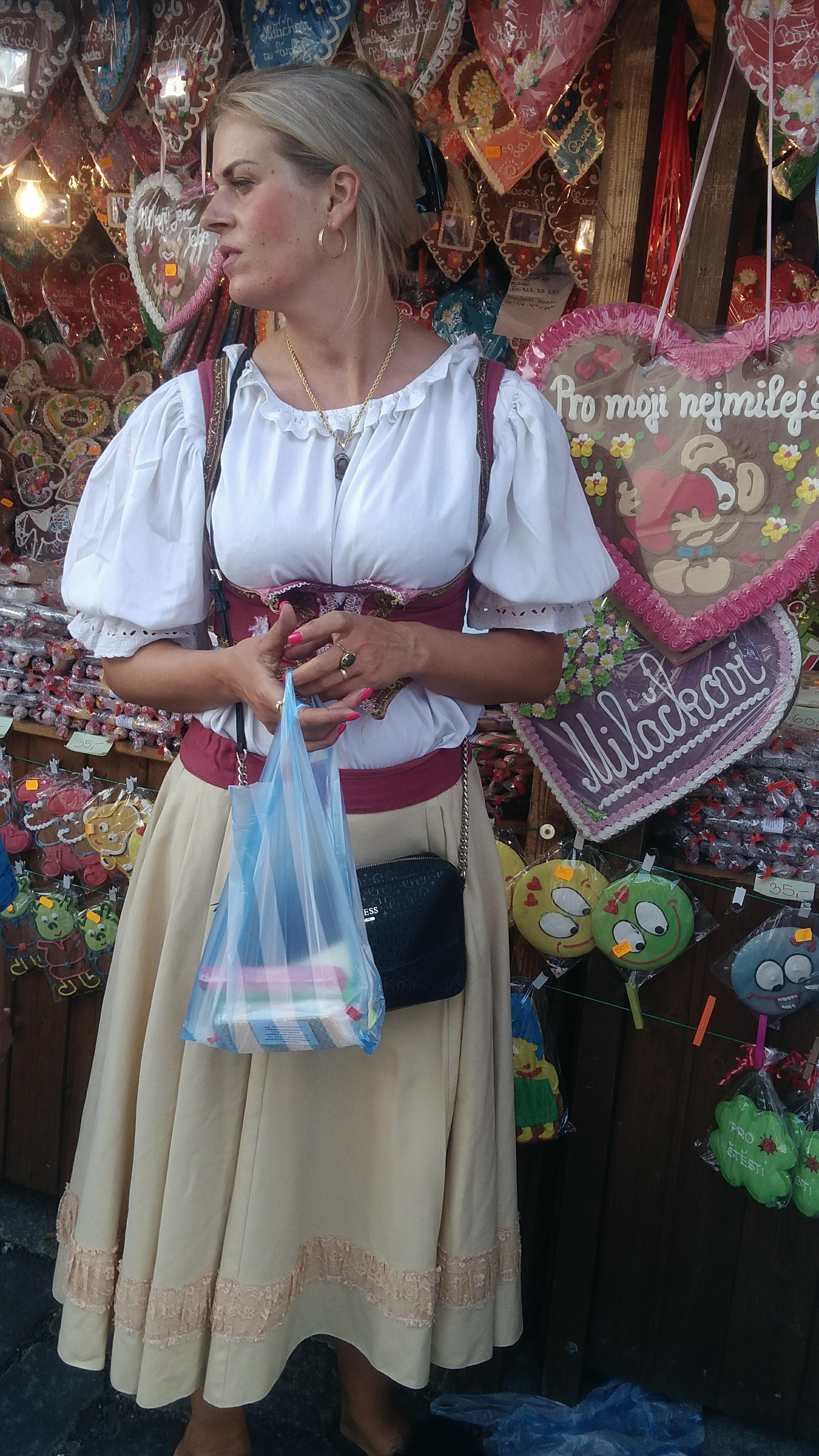
Trhy na náměstí
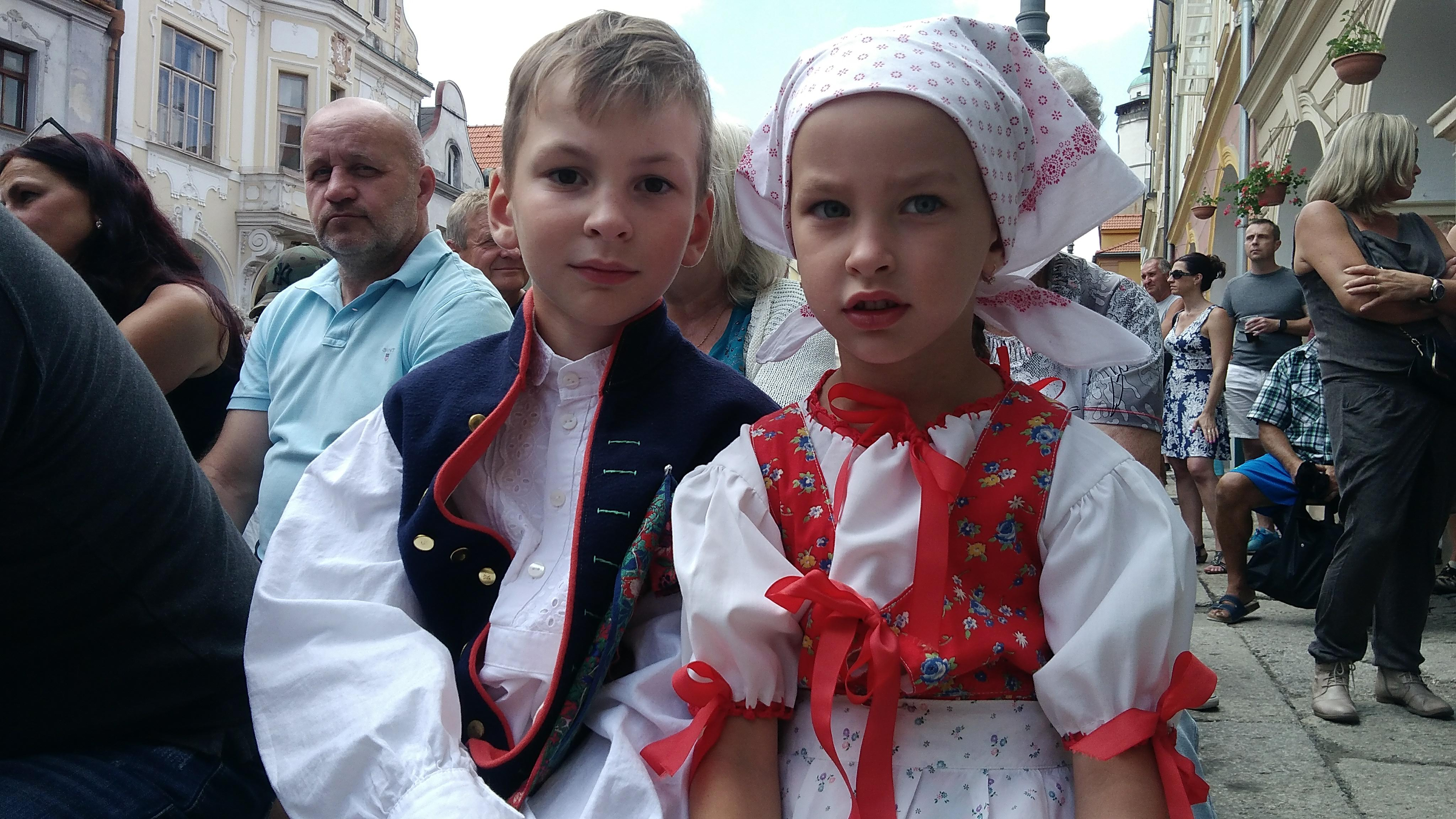
Chodský kroj
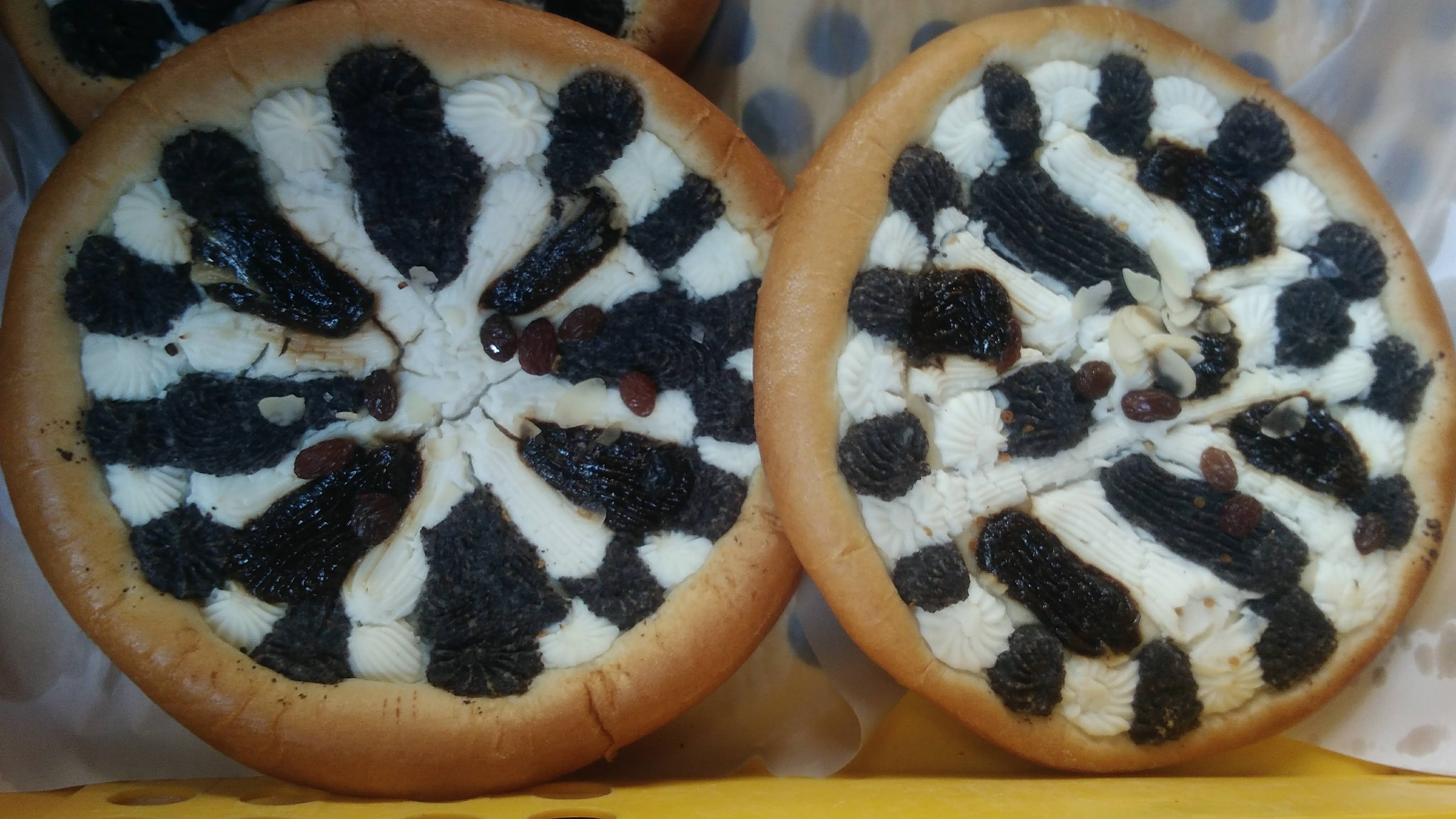
Chodské koláče